# Boukéré
Boukéré est une localité du Burkina Faso, située dans le département de Thiou, la province du Yatenga et la région du Nord, à proximité de la frontière avec le Mali. 

## Climat
Boukéré est doté d'un climat de steppe sec et chaud, de type BSh selon la classification de Köppen, avec des moyennes annuelles de 28,7 °C pour la température et de 558 mm pour les précipitations.

## Population
Lors du recensement de 2006, on y a dénombré 950 habitants. 